# Gunnar Nordahl
Gunnar Nordahl (Hörnefors, 19 oktober 1921 – Alghero (Italië), 15 september 1995) was een Zweedse voetballer, voornamelijk bekend geworden als Il Cannoniere door zijn acht seizoenen bij AC Milan als onderdeel van het aanvalstrio Gre-No-Li.

## Clubcarrière
Nordahl begon met voetballen bij het kleine Hörnefors IF in zijn geboorteplaats, waarna hij richting Degerfors IF, en later IFK Norrköping vertrok. Bij deze club won hij vier titels. Bij zijn Zweedse clubs scoorde hij 149 doelpunten in 172 wedstrijden, en scoorde hij zelfs eenmaal zeven doelpunten in één wedstrijd.
Op 22 januari 1949 vertrok hij naar het Italiaanse AC Milan. Hiermee werd Nordahl de eerste Zweedse voetballer die in een buitenlandse competitie aan de slag ging. Later kwamen ook zijn aanvalsmaatjes van het Zweedse voetbalelftal, Gunnar Gren en Nils Liedholm, naar AC Milan: Gre-No-Li werd herenigd. In de acht seizoenen dat hij voor de Rossoneri speelde werd hij vijfmaal topscorer van de Serie A. Tot op heden is Nordahl met 210 doelpunten topscorer aller tijden van de Milanezen en staat hij derde op de alltime lijst van de Serie A met 225 doelpunten in 291 wedstrijden (achter Silvio Piola en Francesco Totti). In het seizoen 1949/1950 scoorde hij 35 goals in de Serie A, een record dat in het seizoen 2015/2016 verbroken werd door Gonzalo Higuain van Napoli met 1 doelpunt meer. Na acht seizoenen in Milaan te hebben gevoetbald vertrok de Zweed naar Rome om daar AS Roma te versterken.

## Zweeds voetbalelftal
Gunnar werd voor het eerst opgeroepen voor het Zweeds voetbalelftal in 1945. In 1948 hielp hij zijn land aan de gouden medaille op de Olympische Spelen van dat jaar, in een team waar ook zijn broers Bertil en Knut deel van uitmaakten. Gunnar werd verder topscorer van het toernooi. Na de transfer naar AC Milan kon hij niet meer voor het nationale elftal uitkomen: toen gold immers de regel dat er geen professionele voetballers in het Zweeds elftal mochten spelen. Hierdoor miste hij het wereldkampioenschap in 1950 in Brazilië, terwijl zijn maatjes Gren en Liedholm wel dit toernooi konden spelen. In de 33 wedstrijden dat hij voor Zweden speelde scoorde hij 43 keer, een gemiddelde van 1,3 doelpunt per wedstrijd.

## Hedendaags
Gunnar Nordahl overleed op 15 september 1995 in Alghero. Nog steeds zijn Nordahl en Gre-No-Li geliefd in Milaan: toen AC Milan-aanvaller Andrij Sjevtsjenko zijn honderdste doelpunt voor de Milanezen scoorde zeiden oudere Milansupporters: "Well he can double that number, and then add another 26, then, and just then, he has passed Il Canoniere."
Zijn zoon Thomas Nordahl was ook profvoetballer. Hij deed onder andere mee met Zweden aan het Wereldkampioenschap in 1970.

## Erelijst
- Serie A (1951, 1955)
  - Topscorer Serie A (vijfmaal)
- Allsvenskan (1945, 1946, 1947, 1948)
  - Topscorer Allsvenskan (viermaal)
- Svenska Cupen (1945)
- Zweeds voetballer van het jaar (1947)
- Copa Latina (1951, 1956)
- Olympische Spelen (1948)
  - Topscorer Olympische Spelen (1948)